# Universitat Purdue
La Universitat Purdue (originalment en anglès Purdue University), situada a West Lafayette, Indiana, Estats Units. És la universitat principal del grup Purdue University System, que consta de sis campus. Es va fundar el 6 de maig de 1869, quan l'Assemblea General d'Indiana va acceptar una donació de terreny i diners de l'empresari de Lafayette John Purdue, per fundar una escola de ciència, tecnologia i agricultura que portés el seu nom. Les primeres classes s'hi van fer el 16 de setembre de 1874, amb tres edificis, sis professors i trenta-nou estudiants. Avui en dia, Purdue és la segona universitat d'Indiana en nombre d'estudiants i la segona universitat pública de tots els Estats Units en nombre d'estudiants estrangers.
Purdue ofereix títols de llicenciatura i postgraduat en més de 210 àrees. La universitat ha estat especialment influent en la història de l'aviació americana; els seus títols de tecnologia de l'aviació i enginyeria aeronàutica continuen sent dels més prestigiosos del món. Purdue va tenir el primer crèdit universitari sobre formació de pilots, la primera llicenciatura en aviació, i el primer aeroport universitari. A mitjans del segle xx, el programa d'aviació va incorporar també la tecnologia espacial, donant lloc al malnom de Purdue, Bressol d'astronautes. Vint-i-dos graduats a Purdue han arribat a ser astronautes, incloent Gus Grissom (un dels primers set astronautes (Mercury 7), Neil Armstrong (la primera persona que va caminar per la lluna), i Eugene Cernan (l'última persona que hi va caminar).

## Història - Aviació i Aeronàutica
Purdue University és coneguda per la diversitat d'estudis aeroespacials. Va ser la primera universitat del món de donar una llicenciatura de quatre anys en aviació. També és de les poques escoles que fa cursos reconeguts per la gestió d'aeroports.
J. Clifford Turpin, graduat el 1908, va ser el primer llicenciat a Purdue que va fer d'aviador, i va rebre classes de vol directament d'Orville Wright. El 1919 George W. Haskins va ser el primer ex-alumne que va fer aterrar un avió al campus.
El 1930 Purdue va ser la primera universitat dels Estats Units que donava crèdits universitaris per la formació de pilots, i més endavant va ser la primera universitat de tenir aeroport propi, el Purdue University Airport. La famosa aviadora Amelia Earhart va arribar a Purdue el 1935 a treballar com a «Consellera de carrera per dones», feina que va conservar fins que va desaparèixer el 1937. Purdue va tenir un paper important en el projecte "Laboratori Volant" d'Earhart, i va finançar l'avió Lockheed Model 10 Electra que volia utilitzar per a la circumnavegació. A les biblioteques de Purdue es conserva una extensa col·lecció sobre Earhart, que encara es consulta pels estudiosos del misteri de la seva desaparició. Més endavant, Purdue va batejar una residència en honor seu, que està decorada amb articles i fotos d'Earhart.

## Campus
El campus de Purdue està situat a West Lafayette, Indiana, a la banda oest del riu Wabash. State Street, que és alhora la carretera estatal 26 d'Indiana, divideix les bandes nord i sud del campus. La majoria dels edificis acadèmics estan concentrats a les bandes est i sud del campus, amb les residències d'estudiants a l'oest, i les instal·lacions esportives al nord. Hi ha vuit línies d'autobús que són gratuïtes per a estudiants, professors i personal administratiu.

### El Mall de Purdue

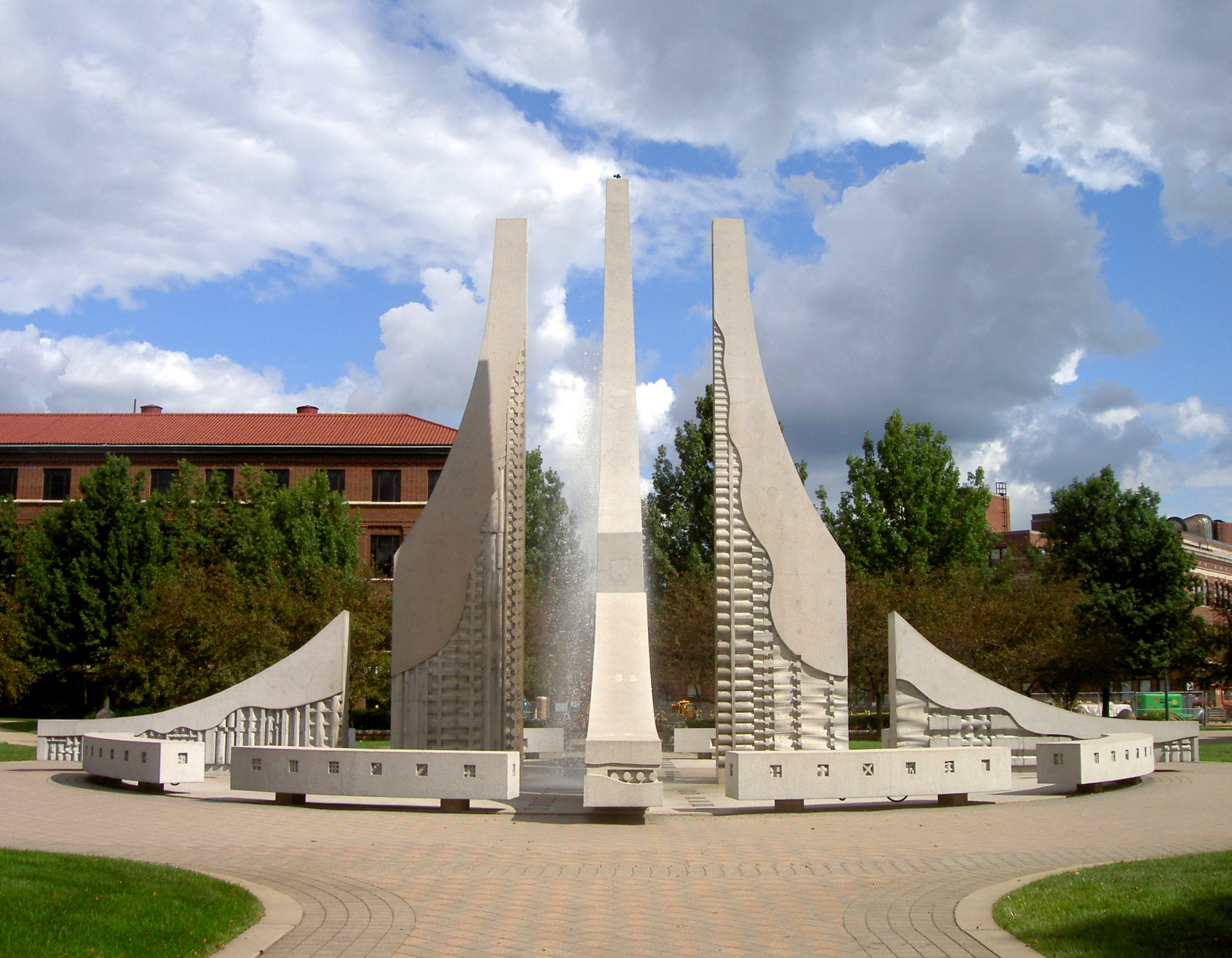
La Font d'Enginyeria de Purdue

The Mall de Purdue és la plaça central de la universitat. També es coneix com a Engineering Mall, per la proximitat amb uns quants edificis d'enginyeria. La referència més notable del Mall és la Font d'Enginyeria, de ciment d'onze metres i mig d'alçada, i també conté l'edifici Hovde Hall on hi ha l'oficina de la presidenta de la universitat, France A. Córdova. La Torre de la Campana de Purdue està situada entre el Mall de Purdue i el Memorial. La Torre de la Campana es considera una icona de la universitat.
Al sud-oest del Mall de Purdue hi ha l'Elliot Hall of Music, un dels teatres amb prosceni més grans del món. El Comitè de Concerts dels Estudiants de Purdue convida sovint artistes famosos a actuar-hi per a estudiants, professors, i públic en general. També a prop del Mall de Purdue i ha l'edifici Felix Haas Hall, que es va construir el 1909 com a "Gimnàs Memorial" en record dels disset jugadors de futbol americà, entrenadors, ex-alumnes i afeccionats que van morir en un accident ferroviari el 31 d'octubre de 1903. L'estructura es va renovar el 1985 per albergar el departament d'Informàtica. El 2006 se li va canviar el nom en honor de Felix Haas i s'hi va traslladar el departament d'Estadística.

### Memorial Mall
El Memorial Mall de Purdue està situat al sud del Mall de Purdue i es considera generalment la part més antiga del campus. És un punt de trobada freqüent per estudiants, i està emmarcat pel Stewart Student Center, l'edifici Class of 1950 Lecture Hall i el University Hall. Cap a l'est del Memorial Mall hi ha el Purdue Memorial Union, que és l'edifici per activitats dels estudiants i també conté un menjador, i l'hotel Union Club, al seu costat.
El University Hall és l'únic edifici que queda dels sis edificis originals del campus. Les obres van començar el 1871, i llavors se'l coneixia com «l'edifici principal». Es va inaugurar el 1877 i va costar 35.000 dòlars. Al principi tenia l'oficina del president, una capella, i aules, però es va remodelar el 1961 per tenir només el departament d'Història. John Purdue va demanar ser enterrat al Memorial Mall, al davant mateix de l'entrada principal de University Hall.

### Campus Sud
A la zona del sud de State Street hi ha els edificis d'Agricultura i Veterinària. També s'hi troben els Jardins d'Horticultura, el Discovery Park, i l'aeroport.

### Campus oest
La part occidental del campus conté zones de residència, menjadors i de lleure. Els estudiants poden jugar a esports a l'aire lliure i en pista al Recreational Sports Center, el Boilermaker Aquatic Center, i els camps de joc d'aquesta zona. El Recreational Sports Center, conegut com a Co-Rec, es va construir el 1957, i és el primer edifici del país que es va crear només per les necessitats de lleure dels estudiants universitaris. A partir de gener de 2011 i fins a l'agost de 2012, està previst que es farà un projecte d'ampliació i renovació per convertir-se en Student Wellness and Fitness Center.

### Zona de l'estadi

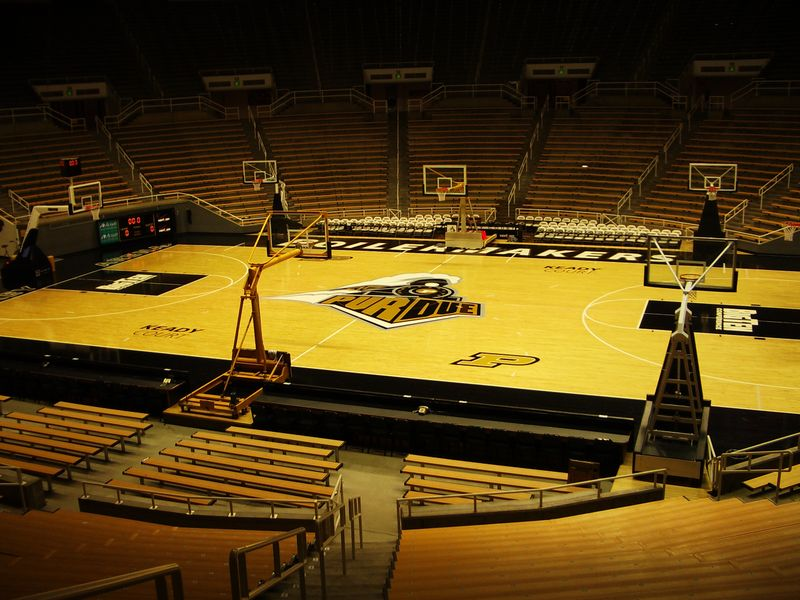
Mackey Arena

La major part de la zona nord del campus es troba en terrenys que van comprar per la universitat David E. Ross i George Ade. David Ross és una de les dues persones enterrades al campus de Purdue (l'altra és en John Purdue). En aquesta zona es troben bona part de les instal·lacions atlètiques, que inclouen l'Estadi Ross-Ade (de futbol americà, el pavelló Mackey Arena (bàsquet, i el Lambert Fieldhouse (atletisme indoor). En aquesta zona també hi ha el centre Slayter d'arts escèniques i el Cary Quadrangle, una residència per estudiants.

## Estudis
Purdue ofereix més de dues-centes àrees d'estudi només al campus de West Lafayette, i diferents opcions d'estudis paral·lels ("minor").

### Professorat
Des dels sis professors originals de 1874 s'ha crescut a 2.563 professors amb plaça fixa o en camí d'arribar-hi a finals de 2007. El nombre de professors i personal administratiu en tot el sistema és de 18.872. En són professors Shreeram Shankar Abhyankar - conegut per les seves contribucions a la teoria de les singularitats, Arden L. Bement Jr. - director de la National Science Foundation, R. Graham Cooks, Joseph Francisco, Douglas Comer, Louis de Branges de Bourcia, que va demostrar la conjectura de Bieberbach, Ei-ichi Negishi, Victor Raskin, Michael Rossmann que va fer el genoma del virus del refredat humà, Leah Jamieson, i H. Jay Melosh.
Dos professors han guanyat el Premi Nobel estant a Purdue, a més d'un tercer, Herbert C. Brown, que era un antic professor.

### Recerca

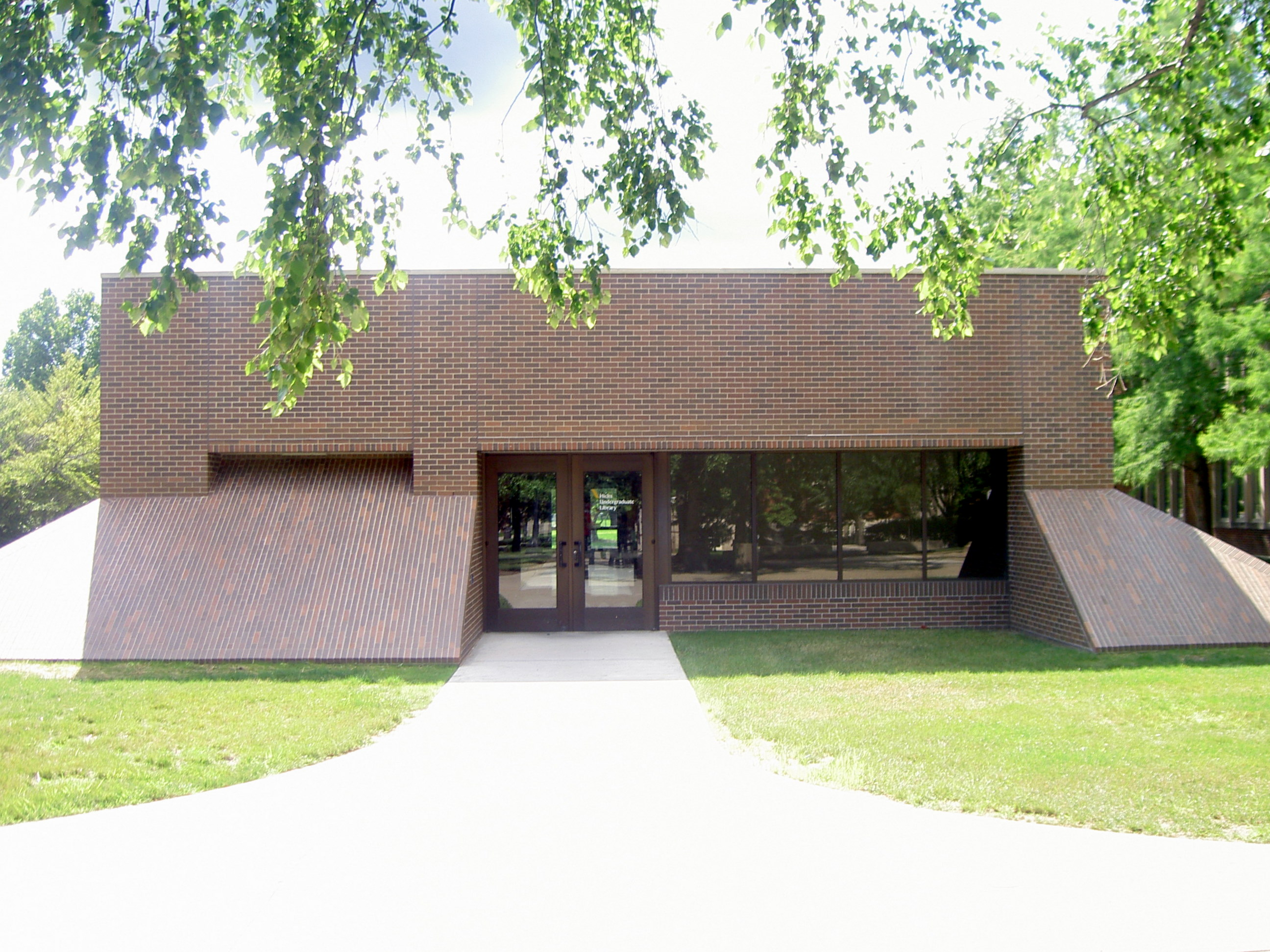
La biblioteca Hicks, les instal·lacions es troben al soterrani.

La universitat va invertir 472,7 milions de dòlars en recerca durant el curs 2006-07, amb fons obtinguts dels governs federal i estatal, de la indústria, de fundacions, i de donants individuals. El professorat i més de 400 laboratoris de recerca situen Purdue University entre les institucions punteres de recerca. Purdue també s'ha considerat el quart millor lloc dels Estats Units per treballar en un entorn acadèmic, segons la classificació que va fer la revista "The Scientist" el novembre de 2007. Els àmbits de recerca de Purdue abasten molts camps, que inclouen, entre d'altres, l'agricultura, negocis i economia, educació, enginyeria, medi ambient, salut, sociologia i cultura, fabricació, ciència, tecnologia, i veterinària.
Durant l'any fiscal 2007-08, Purdue va obtenir 333,4 milions de dòlars en recerca patrocinada, amb la participació de la National Science Foundation, la NASA, i els departaments d'Agricultura, Defensa, Energia i Salut del govern federal, cosa que va suposar un rècord.
Purdue University va fundar el Discovery Park per aportar innovació mitjançant accions multidisciplinàries. Als onze centres de Discovery Park, s'executen projectes de gran impacte econòmic que encaren reptes globals. El programa de recerca en nanotecnologia de Purdue, centrat al nou Birck Nanotechnology Center de Discovery Park, es considera un dels millors dels Estats Units.
El Purdue Research Park, que es va inaugurar el 1961 fou desenvolupat per la Purdue Research Foundation que és una fundació privada, sense ànim de lucre que es va crear per ajudar Purdue. El parc se centra en empreses que treballen en ciències de la vida, seguretat, enginyeria, fabricació avançada i tecnologies de la informació. Proporciona un entorn on poden interaccionar investigadors experts de Purdue i l'empresa privada i la indústria d'alta tecnologia. Actualment hi treballen més de 3.000 persones en 155 empreses, que n'inclouen 90 de tecnològiques. El Purdue Research Park va obtenir la primera posició en la classificació de l'Associació de parcs de recerca universitaris el 2004.

## Vida dels estudiants

### Estudiants

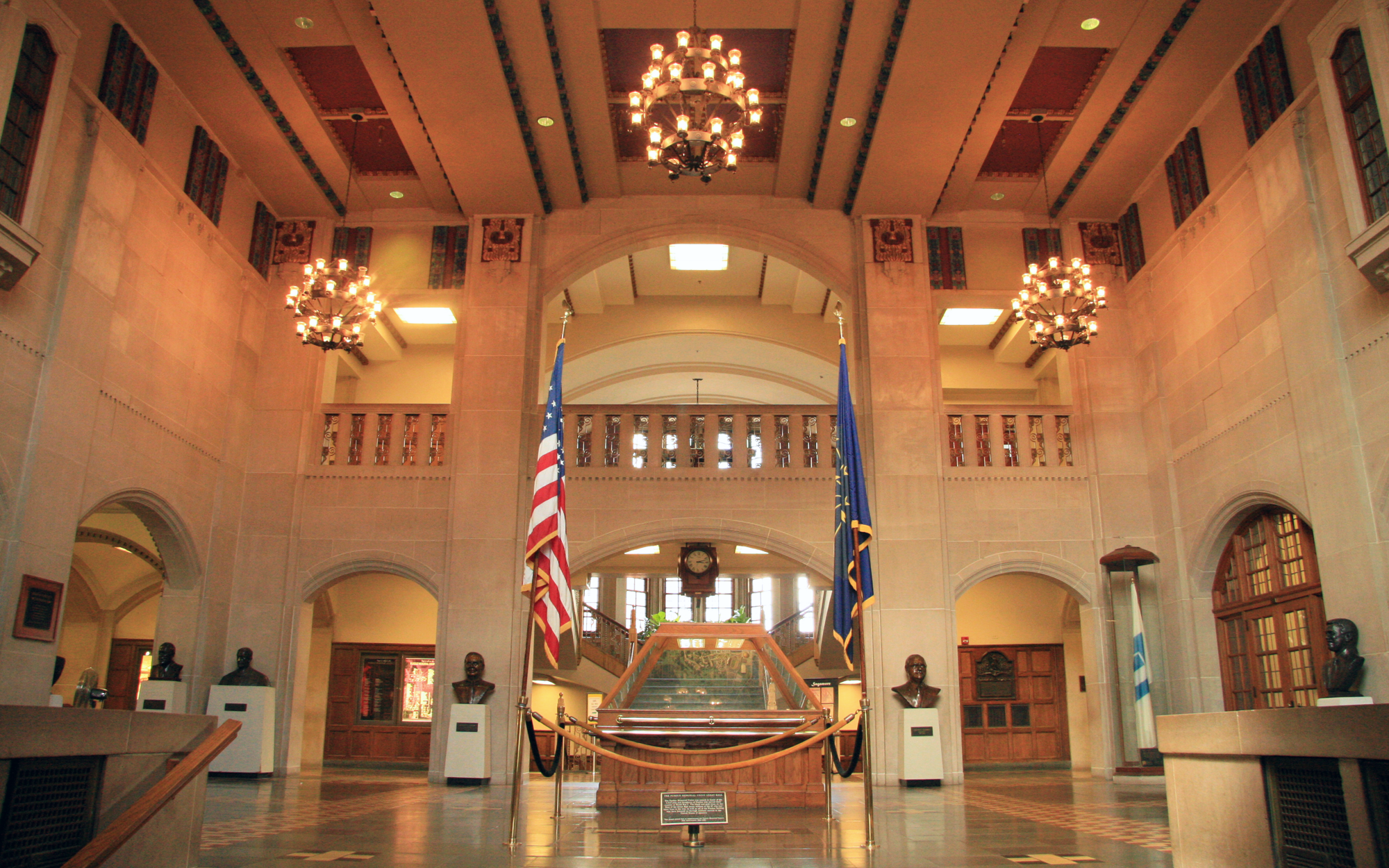
Gran Sala del Memorial Union

Els estudiants de Purdue provenen majoritàriament d'Indiana. El curs 2006-07, 23.086 d'un total de 39.288 estudiants matriculats eren residents d'Indiana. A nivell d'estudiants de màster i doctorat, la tendència s'inverteix, i els no residents són la majoria, aproximadament un 78%. Gairebé tots els estudiants no graduats i un 70% dels estudiants graduats ho fan a temps complet. La política d'admissions es considera "més selectiva": s'admeten aproximadament un 70% dels que ho sol·liciten.

### Residències
La Universitat de Purdue gestiona quinze residències diferents per estudiants no graduats i graduats, que inclouen: el Cary Quadrangle, Earhart Hall, First Street Towers, Harrison Hall, Hawkins Hall, Hillenbrand Hall, Hilltop Apartments, McCutcheon Hall, Meredith Hall, Owen Hall, Purdue Village, Shreve Hall, Tarkington Hall, Wiley Hall, i Windsor Halls. De les residències, Cary and Tarkington són només per homes, mentre que Windsor és només per dones; la resta són mixtes.
Purdue University és la tercera universitat americana amb més fraternitats, amb uns 5.000 estudiants que participen en alguna de les 46 fraternitats per homes o 29 per dones (sororities).

### Mitjans de comunicació
El Purdue Exponent, un diari per estudiants, té una tirada diària de 17.500 exemplars durant el curs acadèmic.
La WBAA és l'emissora de la universitat. Emet a 920 kHz per AM i a 101.3 MHz per FM. Té els estudis al campus, a l'Elliot Hall of Music. La WBAA és l'emissora més antiga en funcionament d'Indiana, en haver obtingut la llicència el 4 d'abril de 1922.
També hi ha algunes emissores de ràdio d'estudiants, que emeten principalment per Internet.

### Esports

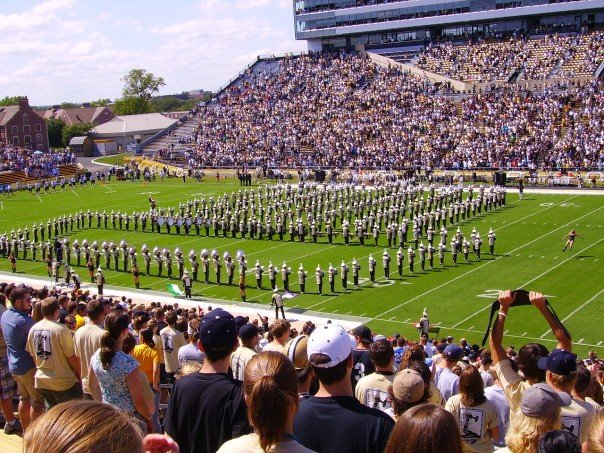
Actuació de l'All American Marching Band en un partit

Purdue té 18 equips de primera categoria a les competicions de la NCAA, entre ells futbol americà, bàsquet, cross country, tennis, lluita lliure, golf, voleibol i d'altres. Es coneixien amb el malnom de Boilermakers (calderers). Purdue és membre fundador de la conferència Big Ten. Els seus rivals tradicionals són d'altres equips de la Big Ten, com els Hoosiers d'Indiana University i els Fighting Illini de la Universitat d'Illionis a Urbana-Champaign, i els Fighting Irish de la Universitat de Notre Dame de la conferència Big East.
L'equip de bàsquet masculí té un balanç de victòries favorable amb tots els altres equips de la Big Ten.

## Símbols i tradicions

### Boilermakers
El malnom dels equips esportius de la universitat s'ha convertit en la referència popular per tot Purdue. El nom el va utilitzar per primer cop un periodista el 1891 per descriure l'equip de futbol americà d'aquell any, que era especialment corpulent. La intenció era acusar-los d'utilitzar calderers que treballaven a la línia ferroviària local en comptes d'estudiants. El mot, però, va fer fortuna entre els estudiants i es va quedar.

### Mascotes, logos, i colors

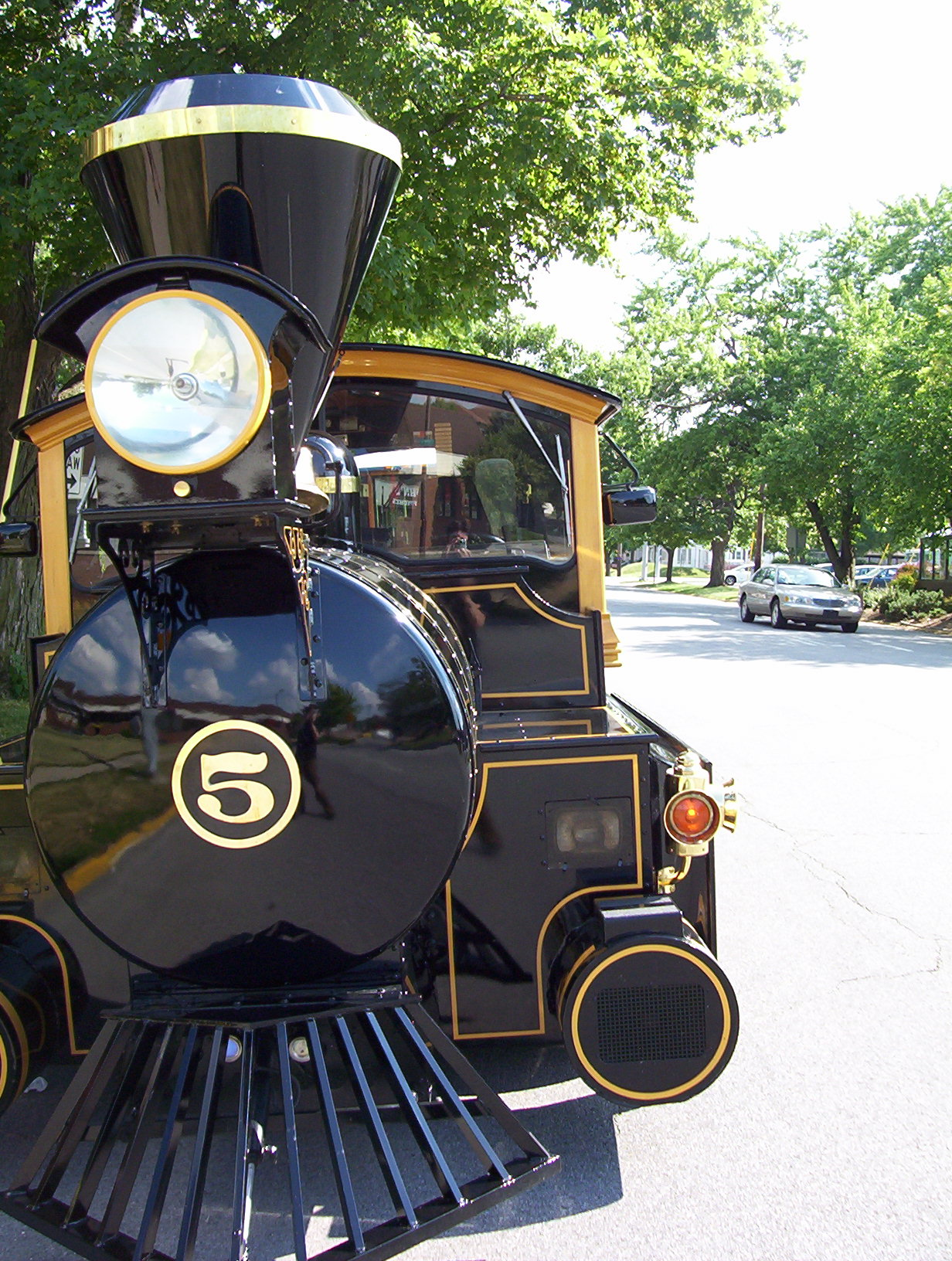
El Boilermaker Special, la mascota oficial de Purdue University

En més de 130 anys des de la fundació de la universitat, han aparegut diverses mascotes per animar els equips dels Boilermakers, que inclouen el Boilermaker Special, Purdue Pete, i últimament, Rowdy.
El Boilermaker Special és la mascota oficial de la universitat des de 1940. Té l'aspecte de locomotora de tren, i es va dissenyar per destacar els programes d'enginyeria de Purdue.
Com a mascota no oficial dels esports de Purdue, en Purdue Pete és un dels símbols més reconeguts de Purdue University.
Purdue University va adoptar els seus colors, or vell i negre, la tardor de 1887. El primer equip de futbol americà que es va organitzar aquell any creia que havien de distingir-se d'alguna manera, i, com que en aquell moment Princeton era l'equip de més èxit, van pensar a utilitzar-ne els colors. Encara que són taronja i negre, molta gent els coneixia com groc i negre. Van decidir agafar l'or vell en comptes del groc, i van deixar el negre.

### Grand Prix
Aquesta carrera de karts de 50 milles i 160 voltes és l'"Espectacle més gran de les carreres universitàries" i finalitza la Gala Week. Els 33 karts que hi participen es fabriquen des de zero per equips d'estudiants. La carrera recull diners per beques d'estudiants des dels seus inicis el 1958. Es va crear com a resposta a una competició similar d'Indiana University.

### Old Oaken Bucket
La "vella galleda de roure" es va trobar en una granja del sud d'Indiana, i és un dels trofeus de futbol americà més antics del país. El guanyador del partit anual de Purdue contra Indiana University afegeix una P o una I a la cadena i es queda el trofeu fins al següent partit. Irònicament, el primer partit, el 1925, va acabar en empat, i la primera baula de la cadena és "IP". Purdue va guanyant la sèrie (comptant des del primer partit, encara sense trofeu, el 1891) amb 74 victòries, 41 derrotes i 6 empats.